# Ulaşlı, Ürgüp
Ulaşlı là một xã thuộc huyện Ürgüp, tỉnh Nevşehir, Thổ Nhĩ Kỳ. Dân số thời điểm năm 2011 là 555 người.